# Navidad (El ala oeste)
 Navidad  es el décimo capítulo de la Segunda Temporada de la Serie dramática El Ala Oeste.

## Argumento
Josh se encuentra en un estado creciente de ansiedad debido al atentado de Rosslyn sufrido tiempo atrás, por lo que Leo McGarry le obliga a ir a un Psiquiatra que proviene de la Asociación Americana de Víctimas Traumáticas (ATVA). Al parecer la música le hace recordar el sonido de las sirenas, llegando a provocarle un arrebato de ira, primero contra el Presidente en el mismo Despacho Oval y después en su apartamento, cuando rompa con su mano una ventana.
Poco antes de estos sucesos, Leo McGarry le encarga un informe psicológico de un piloto de las Fuerzas Aéreas que ha desaparecido. Finalmente el militar será encontrado muerto tras estrellarse deliberadamente. Había nacido el mismo día que Josh.
C.J. Cregg descubre, tras un incidente con una visitante que se puso a gritar, que un cuadro expuesto en la Casa Blanca era parte del expolio nazi al pueblo judío. Junto al conservador de la Casa Blanca dedicirá devolverle el cuadro a la visitante, hija del legítimo dueño. 
Mientras, Sam es partidario de aprovechar las Reservas estratégicas de petróleo para bajar el precio, aunque el equipo de la Casa Blanca decidirá abordar el asunto durante el año siguiente.
Por último, el Presidente desea firmar cada una de las felicitaciones navideñas, pero será convencido de lo contrario por su ayudante Charlie Young cuando este le diga que son más de un millón de Tarjetas.

## Curiosidades
- La Campaña Electoral para las presidenciales de los Estados Unidos coincidió con el rodaje del episodio. Bradley Whitford, actor que interpreta a Josh estaba especialmente involucrado con la campaña del candidato Al Gore. Tiempo después reconoció en una entrevista que se encontraba en un estado de ansiedad real, por lo que no le costó ningún esfuerzo interpretar su papel.
- El Violonchelista Yo-Yo Ma aparece interpretándose a sí mismo durante un concierto en la Casa Blanca.
- Los críticos consideran este episodio como uno de los 5 mejores de toda la serie.

## Premios
- El Director de Fotografía Thomas Del Ruth ganó por este episodio un premio de la Asociación Americana de Fotografía Cinematográfica.

## Enlaces
- Ficha en FormulaTv.
- Enlace al Imdb.
- Guía del Episodio (en inglés).
- Palmares Año 2000 Asociación Americana de Fotografía Cinematográfica.

- Datos: Q7067467